# Podróżnik (serial telewizyjny)
Podróżnik (ang. tytuł Traveler) – amerykański serial sensacyjny, którego bohaterowie zostają wrobieni w zamach bombowy na nowojorskie muzeum.

## Opis fabuły
Serial opowiada o dwóch studentach, Jayu i Tylerze, którzy zostają podejrzani o dokonanie zamachu na muzeum w Nowym Jorku.
Jay i Tyler uciekają przed FBI, które uważa ich za terrorystów. Spotykają się z ojcem Tylera, Carltonem, który mówi im, że powinni uciekać za granicę. Próbują odszukać swojego przyjaciela, Will Travelera, który też był w tym muzeum i mają nadzieje, że pomoże im oczyścić się z zarzutów.
W tym samym czasie Traveler przeżywa zamach i próbuje skontaktować się ze swoją dziewczyną, żeby z nią uciec. Jay i Tyler odkrywają, że Will jest tajnym agentem pracującym dla Departamentu Bezpieczeństwa Krajowego i zostali przez niego wrobieni w zamach.
Will spotyka Jaya i Tylera i tłumaczy im o spisku. Autorem spisku jest Jack Freed, szef Departamentu Bezpieczeństwa Krajowego. Porywają go i wiozą do gazety, aby przyznał się do tego. Freed nie oczyścił ich z zarzutów, bo limuzyna w której był uwięziony wybuchła.

## Obsada
- Aaron Stanford jako Will Traveler
- Matthew Bomer jako Jay Burchell
- Logan Marshall-Green jako Tayler Fog
- Steven Culp jako agent Fred Chambers
- Viola Davis jako agentka Jan Marlow
- Anthony Ruivivar jako agent Guillermo Borjes